# Léonard Bertaut
Pour les articles homonymes, voir Bertaut.
Léonard Bertaut est un frère minime, historien régionaliste, né à Autun et mort le 12 mai 1662 à Chalon-sur-Saône.

## Biographie
Né au début du XVIIe siècle, dans une famille très pieuse, il reçoit une éducation religieuse et montre un goût certain pour l'étude et les vertus chrétiennes. Il entre chez les frères minimes et, se passionnant pour l'histoire, compulse maints documents à travers les abbayes de la région.
Il était occupé à faire éditer son travail lorsqu'il mourut le 12 mai 1662 à Châlon.
Ses œuvres n'ont pas trouvé un écho retentissant dans le monde des savants, mais toutefois il a publié dans le second tome de L'Histoire de Châlon, des chartes et le testament de Philibert de Châlon, prince d'Orange. L'abbé Philibert Papillon est l'auteur une notice sur lui dans son ouvrage Bibliothèque des auteurs de Bourgogne, paru en 1742.

## Publications
- La très ancienne et très auguste Ville d'Autun, couronnée de joye et d'Honneur net de félicité par la nouvelle et heureuse Promotion de Mgr Louis Doni Deltichi dans Son Siège Episcopal, en ce panégyrique, les plus belles et plus considérables Pièces de la Vénérable Antiquité, qui sont restées après le sinistre débris de cette ville, à Châlons TAN, 1653. In-4°, 320 pp. Dans l'Épitre Dédicatoire de 14 pp à M. Dttichi, ou l'auteur se désigne par les lettres initiales L. B. M. (Léonard Bertaut Minime)
- L'Illustre Orbandale ou l'Histoire ancienne de la Ville et Cité de Châlons-sur-Saône, Châlons, Pierre Cuffet, 1662, 2 vol. in-4°. Pierre Cuffet a pris part à la réalisation de cet ouvrage voir page 890 du t. IV de la Nouvelle édition de Gallia Christiana, qui tout en étant peu estimé ; quoique recherché ; on y trouve peu d'ordre. Les pièces montrent plus d'attention et sont plus utiles.